# Can Fonollet (Terrassa)
Can Fonollet és una masia del municipi de Terrassa, protegida com a bé cultural d'interès local. Està situada al sud del barri de les Fonts, al peu de la serra de Can Fonollet i per sota del torrent de Can Fonollet. S'aixeca entre la via del ferrocarril de la línia Barcelona-Vallès de FGC, a l'est, i l'autopista C-16 al sud.

## Descripció
L'antic mas queda gairebé ofegat per les construccions annexes més modernes, sobretot les de les reformes fetes els anys 1927 i 1942.
El cos més antic és de planta rectangular, amb planta baixa, pis i graner, amb coberta a dos vessants. La façana principal, a migdia, és perpendicular al carener i de composició asimètrica. La planta baixa presenta un portal d'accés en arc de mig punt adovellat, amb altres finestres i portes de factura molt senzilla. El pis té finestres irregulars que segueixen el pendent de la coberta. Hi ha un rellotge de sol, pintat, de tipus pagès català.

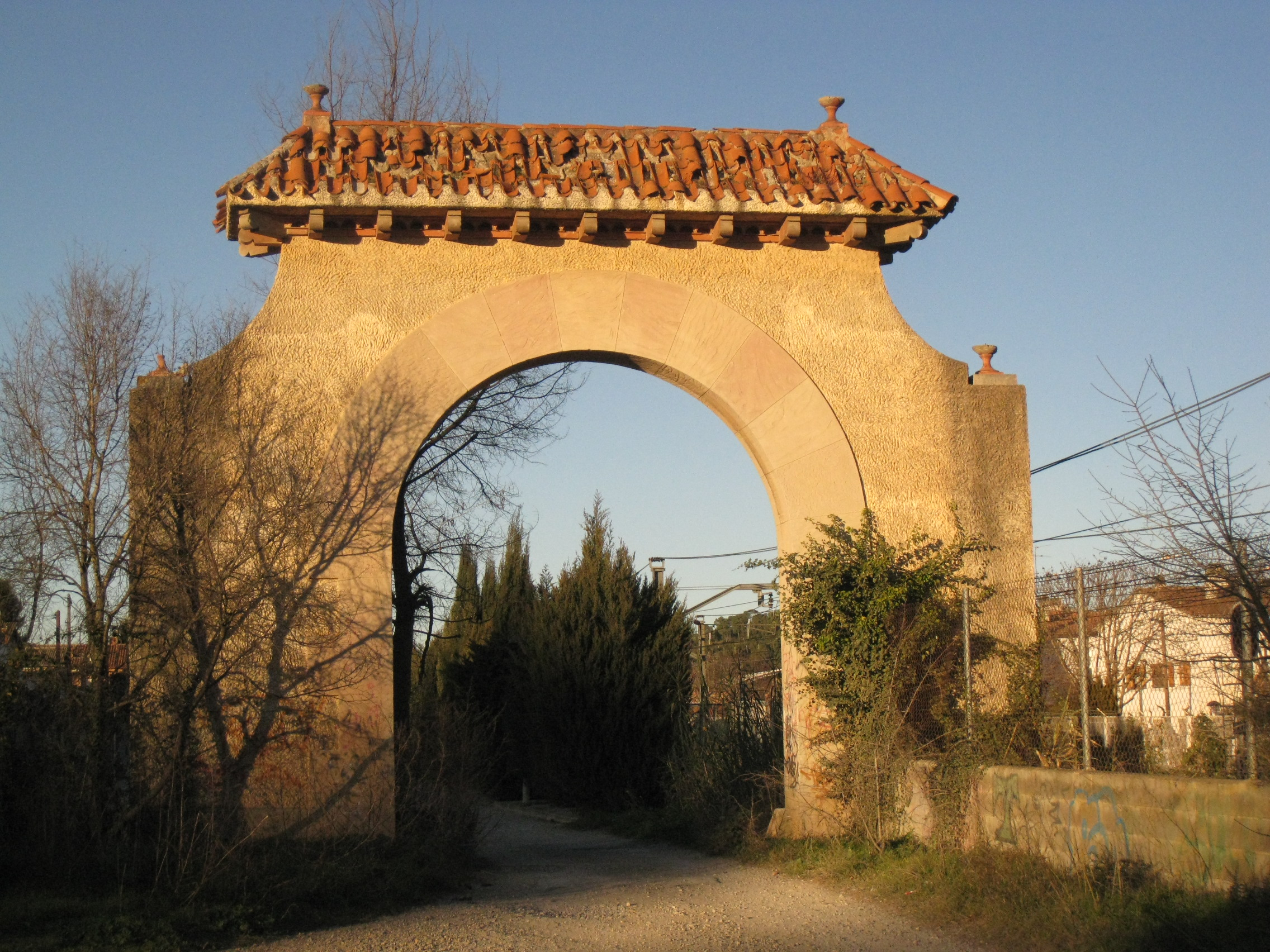
Portal de Can Fonollet, que marca l'entrada a les terres del mas i el final del passeig del Ferrocarril

L'edifici principal, el més antic, i altres dependències, formen el clos al voltant d'un pati al qual s'accedeix per un portal d'arc rebaixat obert. Hi ha una petita capella llunyana, dedicada a la Mare de Déu del Roser.

## Història
S'hi han trobat restes d'una vil·la romana, amb paviment i tegulae.